# Elizabeth Whitlock

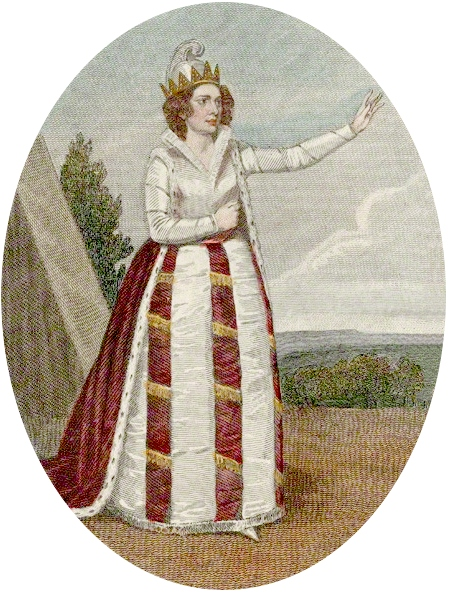
Elizabeth Whitlock, c. 1792

Elizabeth Whitlock Kemble (2 de abril de 1761 - 27 de febrero de 1836) fue una actriz británica.
Miembro de la familia de actores Kemble, hizo su primera aparición en un escenario en 1783 en la obra "Drury Lane" con el papel de Portia. En 1785 se casó con Charles E. Whitlock, con quien fue a Estados Unidos donde pudo lograr un notable éxito, teniendo incluso el honor de comparecer ante el presidente George Washington. Se retiró de los escenarios alrededor del año 1807. Su reputación como actriz dramática podría haber sido más destacada si no hubiese sido eclipsada por la carrera de su hermana mayor, Sarah Siddons muy conocida por el papel de Lady Macbeth en la obra de Shakespeare, Macbeth.